# Automeris abdomipiurensis
Automeris abdomipiurensis é uma espécie de mariposa do gênero Automeris, da família Saturniidae.
Sua ocorrência foi registrada no Peru, no departamento de Piura, província de Ayabaca, numa altitude de 2.500 m.